# Сиди-Шами
Сиди-Шами (араб. سيدي الشحمي‎) — город на северо-западе Алжира, на территории вилайета Оран. Входит в состав округа Эс-Сения.

## Географическое положение
Город находится в северной части вилайи, вблизи от побережья Средиземного моря и является юго-восточным пригородом города Оран. Абсолютная высота — 97 метров над уровнем моря.

Сиди-Шами расположен на расстоянии приблизительно 342 километров к западу-юго-западу (WSW) от столицы страны Алжира.

## Демография
По данным переписи, на 2008 год население составляло 104 498 человек.
Динамика численности населения города по годам:
| 1977  | 1987   | 1998   | 2008    | 2012    |
| ----- | ------ | ------ | ------- | ------- |
| 4 423 | 13 265 | 58 351 | 104 498 | 138 671 |

## Транспорт
К западу от города расположен аэропорт Оран Эс Сения.